# Reformierte Kirche Fürstenau GR

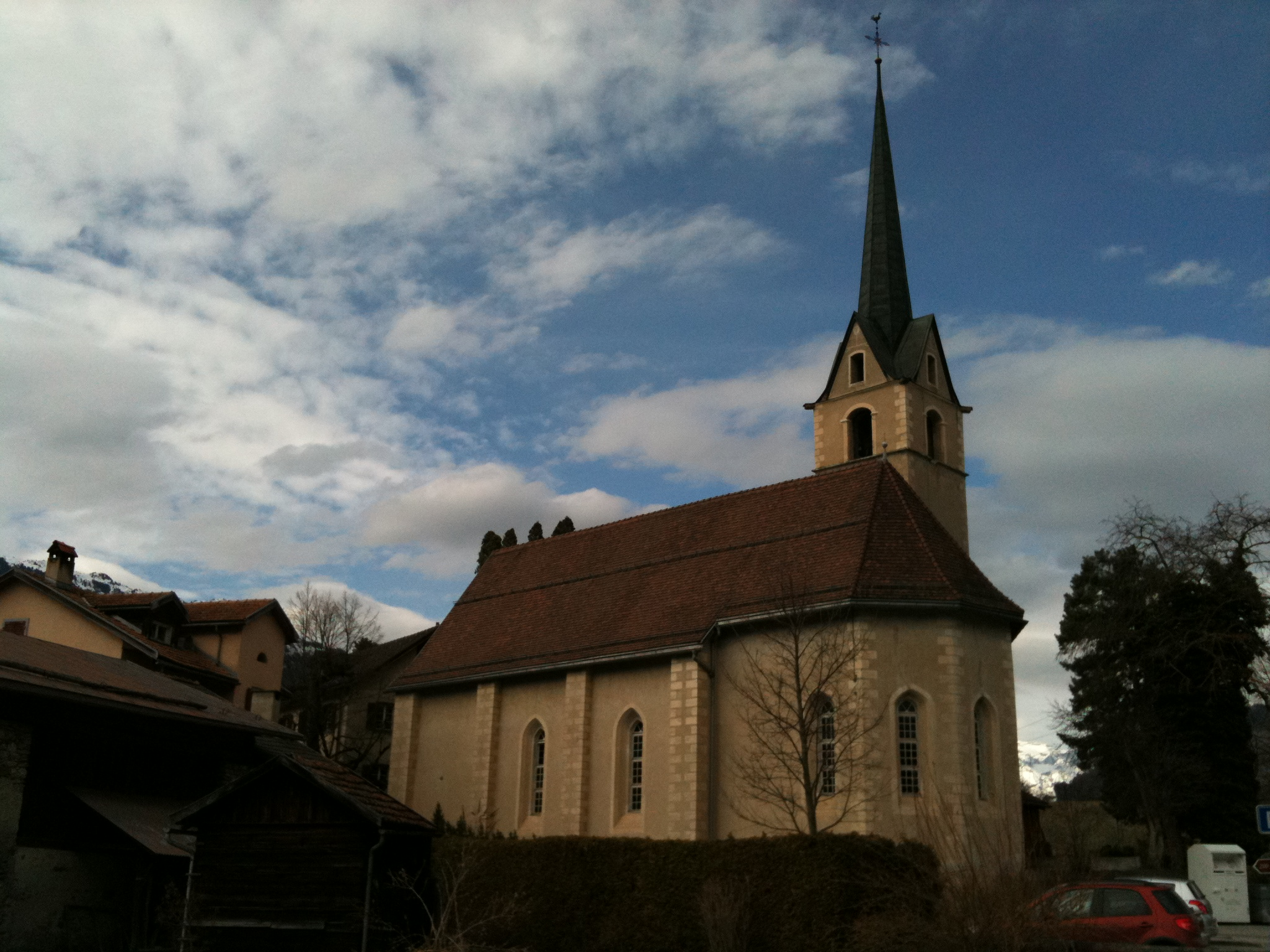
Die reformierte Dorfkirche

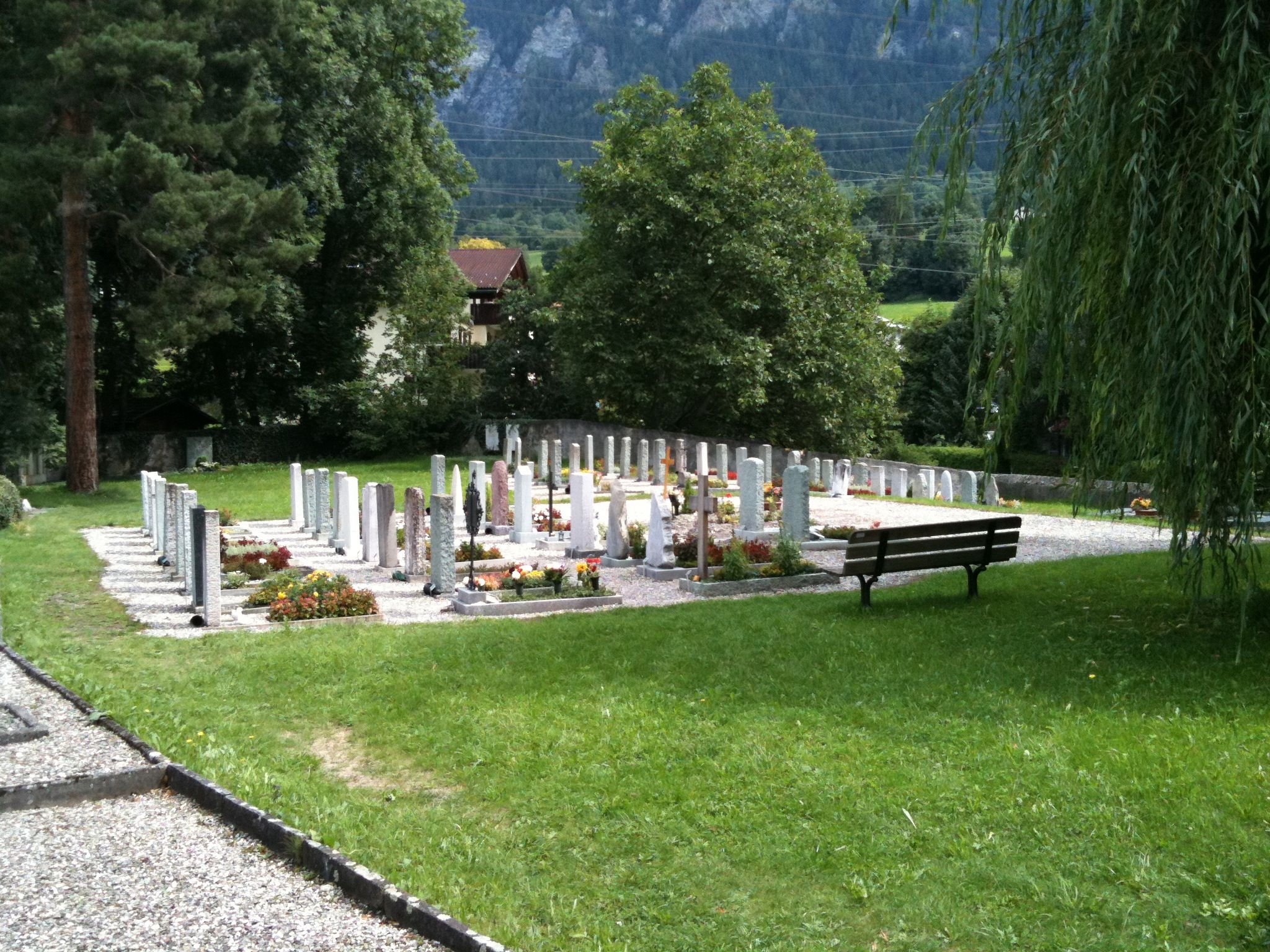
Der Kirchenfriedhof

Die reformierte Kirche in Fürstenau im Domleschg im Kanton Graubünden ist ein evangelisch-reformiertes Gotteshaus unter kantonalem Denkmalschutz.

## Geschichte und Ausstattung
Ersturkundlich bezeugt ist die Kirche 1354. Die Aussenmauern im Bereich des Chores weisen die Bausubstanz aus der Gründungszeit auf und zeigen Stilelemente der Gotik.
Das Kirchenschiff wurde 1715 ausgebaut und mit einem Gewölbe versehen. Etwa zu dieser Zeit, ein halbes Jahrhundert nach Ende der Bündner Wirren, ist wahrscheinlich der Turm neugebaut worden. Auch die Kanzel datiert aus dieser Epoche.
Letztmals umfassend renoviert wurde die Kirche 1923–25. Die Federführung der Renovation lag bei den Architekten Otto Schäfer und Martin Risch aus Chur.
Die einmanualige Orgel aus dem Jahr 1970 mit sieben Registern stammt von Orgelbau Felsberg.

## Kirchliche Organisation
Fürstenau bildet mit Scharans die Pastorationsgemeinschaft Scharans/Fürstenau und gehört zur Evangelisch-reformierten Landeskirche Graubünden.

## Galerie

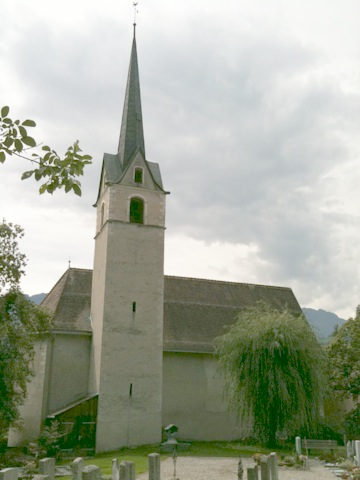
Kirche vom Friedhof aus gesehen
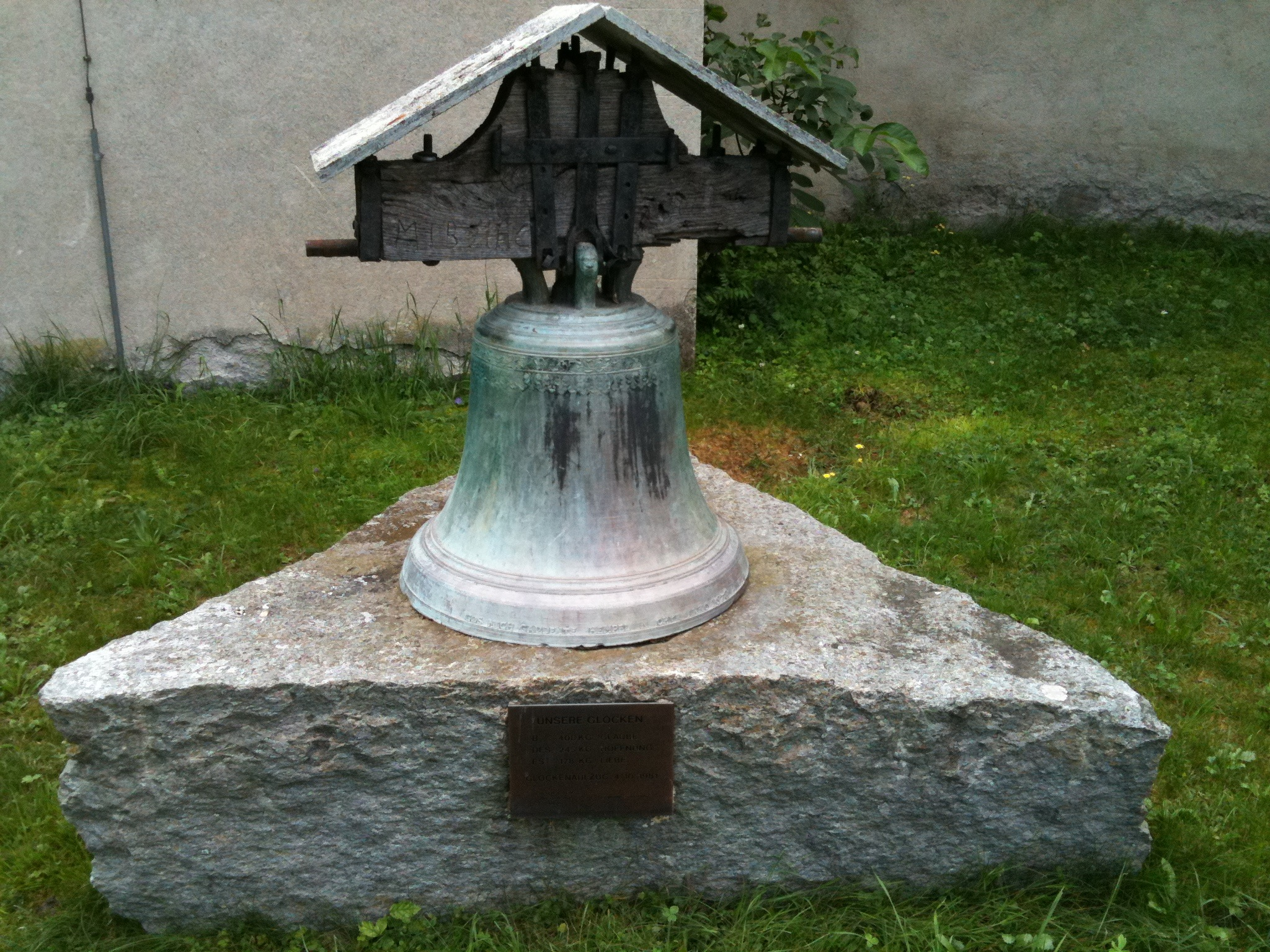
Alte Glocke vor der Kirche
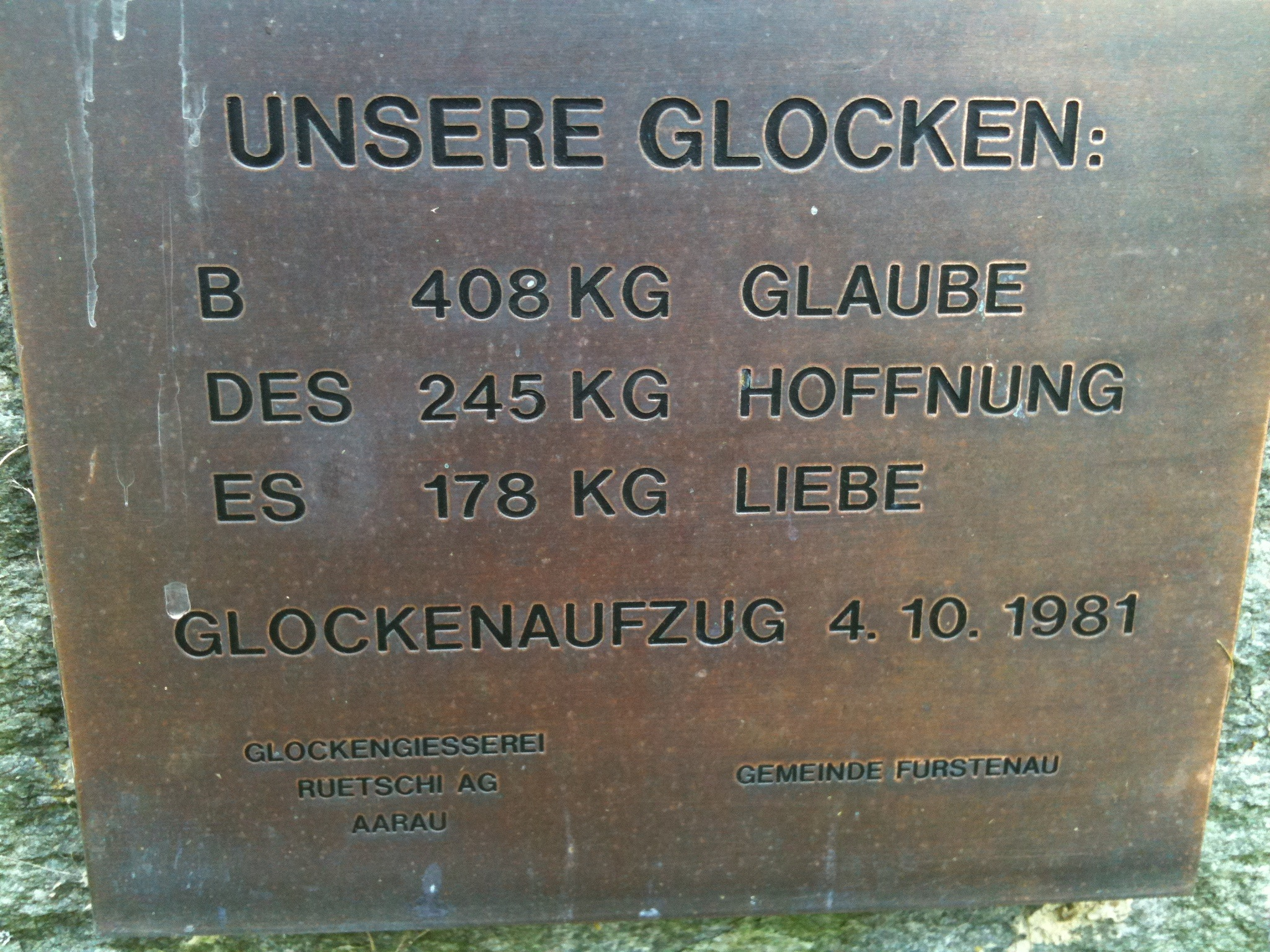
Informationsplakette unter der Glocke vor der Kirche